# ۱۳۱ (میلادی)
۱۳۱ (میلادی) صد و سی و یکمین سال تقویم میلادی است.

## درگذشتگان
‎